# Piriform
Piriform — частная фирма со штаб-квартирой в Вест-Энде Лондона, Великобритания, а также офисами в Лондоне, Нью-Йорке и Восточной Европе, занимающаяся разработкой программного обеспечения для Windows, а также macOS.

## История
Компания Piriform основана в 2004 году в Лондоне, Великобритания.
В 2017 году была приобретена чешской антивирусной компанией Avast Software.

## Деятельность
В список продуктов компании Piriform входит набор из 4 бесплатных утилит: CCleaner, Defraggler, Recuva, Speccy. Утилиты Piriform известны в 195 странах и очень популярны среди пользователей домашних компьютеров. Каждая программа из набора имеет простой и интуитивно понятный интерфейс, переведенный на множество языков. С 2013 года компания Piriform, наряду с бесплатными версиями популярных утилит, начала выпускать коммерческую линейку известных программ с расширенными возможностями.
Большее число продуктов ожидается выпустить в будущем.
Слово «Piriform» означает «грушевидной формы».

## Продукция
- CCleaner — программа для очистки файловой системы и исправления ошибок в реестре операционной системы.
- Defraggler — программа для выполнения процедуры дефрагментации жестких и гибких магнитных дисков.
- Recuva — программа для восстановления файлов различных типов после удаления или форматирования диска.
- Speccy — программа для получения информации о конфигурации компьютера, о характеристиках основных устройств с отслеживанием их статуса (например: температуры, уровнях питающего напряжения и т. д.), об установочных параметрах операционной системы и её основных настройках.
- CCleaner Browser - браузер на основе Chromium, который позиционируется как безопасный и без отслеживающих модулей.